# 파르나서스 박사의 상상극장
《파르나서스 박사의 상상극장》(영어: The Imaginarium of Doctor Parnassus)은 2009년에 개봉된 영화이며 배우 히스 레저의 유작이다.

## 출연
- 히스 레저 - 토니
- 앤드루 가필드 - 앤턴
- 번 트로이어 - 퍼시
- 릴리 콜 - 밸런티나
- 톰 웨이츠 - 미스터 닉

## 한국어 더빙 성우진(KBS)
- 최흘 - 파르나서스 박사(크리스토퍼 플러머)
- 이완호 - 미스터 닉(톰 웨이츠)
- 양석정 - 토니(히스 레저)
- 김승준 - 상상 속 토니(조니 뎁/주드 로/콜린 패럴)
- 박지윤 - 발렌티나(릴리 콜)
- 방우호 - 안톤(앤드류 가필드)
- 엄상현 - 퍼시(번 트로이어)
- 정현경 - 관람객(매기 스티드)
- 이규석 - 술 취한 남자(리차드 리델/브루스 크로포드) / 러시아인 두목(레이 쿠퍼)
- 곽윤상 - 상상 세계의 대통령(피터 스토메어) / 경찰(조니 해리스) / 러사아인(이고르 잉겔스맨)
- 은정 - 놀이동산 가족 엄마(로레인 체셔) / 술취한 여자(케이티 라이온스)
- 박영재 - 놀이동산 가족 아빠(마크 벤턴) / 러시아인(바질리 크레브첸코)
- 윤승희 - 놀이동산 가족 딸(시안 스콧) / 관람객(그웬돌린 크리스티)
- 이지환 - 경찰(개빈 롤프) / 러시아인(에밀 호스티나)
- 김희진 - 놀이동산 가족 아들(루이스 코트) / 관람객(에이미 마스턴)